# Batalha do Rio de Janeiro (1567)
A Batalha do Rio de Janeiro ou a Batalha da Baía de Guanabara foi uma batalha em 1567 na referida Baía de Guanabara, na futura cidade do Rio de Janeiro, que terminou com a derrota definitiva dos franceses. O comandante português, Estácio de Sá, foi atingido por uma flecha que perfurou seu olho, e morreu em 20 de fevereiro de 1567.

## A Batalha
No dia 1º de março de 1565, Estácio de Sá desembarca no Rio de Janeiro com a intenção de retomar os territórios ocupados pelos franceses para o Reino de Portugal, ele veio a pedido de seu tio o governador-geral do Brasil Mem de Sá. Os franceses contavam com o apoio dos indígenas Tamoios, então para conseguir enfrentar essa aliança os portugueses se unem aos Temiminós que naquela altura eram inimigos mortais dos Tamoios.
Após dois anos de intrigas, no dia 20 de janeiro de 1567 acontece a batalha decisiva para a conquista definitiva das terras pelos portugueses, "A Batalha do Rio de Janeiro", também conhecida como "Batalha das Canoas" ou "Batalha de Uruçumirim". No decorrer do combate, Estácio de Sá é atingido por uma flecha envenenada no olho, falecendo tempo depois, com isso, o comando da vitória portuguesa fica a cargo de Arariboia, líder dos Temiminós. Ao final do combate, 600 indígenas liderados por Aimberê, chefe dos Tamoios, e cinco franceses foram mortos. No dia seguinte a batalha dez franceses foram enforcados.